# Wallhausen (Baden-Wurtemberg)
Wallhausen es un municipio alemán perteneciente al distrito de Schwäbisch Hall de Baden-Wurtemberg.

## Localización
Se ubica en unos 5 km al norte de Crailsheim, en la salida de la ciudad de la línea de ferrocarril que lleva a Fráncfort del Meno y Wurzburgo.

## Historia
Se conoce la existencia de la localidad desde 1143, cuando se menciona con el nombre de Walehusen. Estuvo vinculada a varios señores feudales a lo largo de su historia, llegando a estar dividida en algunas épocas. En 1806 fue incorporada al reino de Baviera, pero una rectificación de fronteras la incluyó en 1810 en el reino de Wurtemberg. En 1974 aumentó el tamaño del término municipal con la incorporación de los hasta entonces municipios de Hengstfeld y Michelbach an der Lücke.

## Demografía
A 31 de diciembre de 2017 tiene 3666 habitantes.